# Zawodskoj
Zawodskoj (ros. Заводской) – osiedle typu miejskiego w Rosji (Osetia Północna-Alania). Według danych szacunkowych na rok 2010 liczy 16 792 mieszkańców.